# Lee Smolin

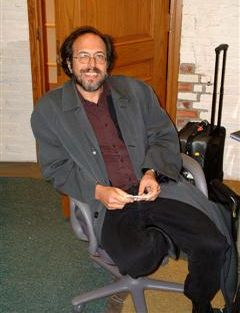
Lee Smolin

Lee Smolin (New York, 1955) is een Amerikaanse theoretisch natuurkundige, onderzoeker aan het Perimeter Institute for Theoretical Physics en adjunct professor fysica aan de Universiteit van Waterloo in Canada.
Smolin is het meest bekend van het bedenken van een aantal alternatieve benaderingen voor kwantumzwaartekracht, in het bijzonder Loop-kwantumzwaartekracht. Volgens hem zijn kwantumzwaartekracht en snaartheorie in feite twee verschillende aspecten van dezelfde onderliggende theorie.
In zijn boek The Life of the Cosmos schrijft Smolin over vruchtbare universa, soms ook kosmologische natuurlijke selectie genoemd. Hij probeert de principes van biologische evolutie toe te passen op kosmologie. Hij suggereert dat universa evolueren met een voorliefde voor de productie van zo veel mogelijk zwarte gaten. 